# Castrella truncata
Castrella truncata är en plattmaskart som först beskrevs av Abildgaard 1789.  Castrella truncata ingår i släktet Castrella, och familjen Dalyelliidae. Arten är reproducerande i Sverige.